# Sevilla F.C.
Sevilla Fútbol Club španjolski nogometni klub koji se natječe u La Ligi.
Klub je osnovan 14. listopada 1905. godine.
Najveći uspjeh koji su ostvarili je osvajanje Kupa UEFA u sezonama 2006., 2007. i osvajanje UEFA Europske lige 2014., 2015., 2016., 2020. i 2023. godine.
Sevilla je nakon Real Madrida postala drugi klub koji je uspio obraniti naslov pobjednika Kupa UEFA, a njihov tadašnji trener, Juande Ramos, prvi je trener u povijesti kojemu je to uspjelo.
Jedan od najslavnijih imena koji su igrali u Sevilli je Diego Armando Maradona, koji je u klubu igrao sezone 1992./93.

## Trofeji
La Liga:
- Prvak (1): 1945./46.

Kup Kralja:
- Prvak (5): 1934./35., 1938./39., 1947./48., 2006./07., 2009./10.

Španjolski superkup:
- Osvajač (1): 2007.
- Finalist (3): 2010., 2016., 2018.

Kup UEFA:
- Osvajač (2): 2005./06. (finale), 2006./07. (finale)

UEFA Europska liga:
- Osvajač (5): 2013./14., 2014./15., 2015./16., 2019./20., 2022./23.

UEFA Superkup:
- Osvajač (1): 2006.

Segunda División:
- Prvak (4):1929., 1934., 1969., 2001.

## Poznati igrači
| - Rui Jordão - Carlos Manuel Morete - Diego Maradona - Diego Simeone - Matías Almeyda - Javier Saviola - Éver Banega - Cristian Colusso - Toni Polster - Mirsad Hibić - Emir Spahić - Miroslav Stevanović - Bebeto - Júlio Baptista - Josimar - Luís Fabiano - Daniel Alves - Adriano - Moacir - Pintinho - Renato - André Eboué - Lauren - Carlos Bacca - Iván Zamorano - Robert Prosinečki - Davor Šuker - Joško Jeličić - Ivica Mornar - Ivan Jurić - Ivan Rakitić - Miklos Molnar - Christian Poulsen - Thomas Rytter | - Vinny Samways - Kévin Gameiro - Julien Escudé - Casagrande - Biri Biri - Vassilis Tsiartas - Nikos Machlas - Enzo Maresca - Marius Stankevičius - Frédéric Kanouté - Seydou Keita - Gerardo Torrado - Igor Gluščević - Željko Petrović - Dejan Vukićević - Tarik Oulida - Andreas Hinkel - Frode Olsen - Arouna Koné - Didier Zokora - Peixe - Bakero - Ilie Dumitrescu - Rinat Dasaev - Aleksandr Kerzhakov - Ted McMinn - Ivica Dragutinović - Zoran Njeguš - Dejan Petković - Juan Arza - Kepa Blanco - Diego Capel - David Castedo - David Cobeño | - José Antonio Reyes - Sergio Ramos - José Mari - Carlos Marchena - José Luis Martí - Javi Navarro - Jesús Navas - Álvaro Negredo - Aitor Ocio - Andres Palop - Jesús Navas - Antonio Notario - Jesus María Pereda - Antonio Puerta - Eusebio Sacristán - Fernando Sales - Francisco Buyo - Juan Arza - Campanal II - Campanal I - Montero - Magdaleno - Juan Araujo - Pepillo - Manuel Jiménez - Rafael Paz - Pablo Bengoechea - Darío Silva - Gabriel Correa - Nicolas Olivera - Tabaré Silva - Gerardo Rabajda - Inti Podestá - Marcelo Otero | - Marcelo Zalayeta - Germán Hornos - Federico Magallanes - Javier Chevantón |

## Vanjske poveznice
- Službena web-stranica